# Kuber Peak
Der Kuber Peak (englisch; bulgarisch връх Кубер wrach Kuber) ist ein 770 m hoher Berg auf der Livingston-Insel im Archipel der Südlichen Shetlandinseln. Im Delchev Ridge der Tangra Mountains ragt er 0,86 km südlich des Ruse Peak, 3,1 km östlich des Helmet Peak und 1,8 km östlich des Plovdiv Peak auf.
Die bulgarische Kommission für Antarktische Geographische Namen benannte den Berg 2005 nach Kuber, einem protobulgarischen Khan des 7. Jahrhunderts.